# Haarriss
Haarrisse sind sehr feine Risse in den Oberflächen von Festkörpern. Eine besondere Beachtung haben Haarrisse in der Technik bei der Werkstoffprüfung von Werkstücken.
In der Medizin ist der Haarriss die leichteste Form des Knochenbruches und wird Fissur genannt. 

## Entstehung
Haarrisse sind klassische Materialfehler, die teilweise schon beim Urformen entstehen. In der Umformung und Bearbeitung entstehen sie häufig als Spannungsriss. Weiter entstehen sie aber auch als Materialermüdung oder als umgebungsbedingte Spannungsrissbildung.

## Haarrisse in der Werkstofftechnik
Von Bedeutung sind Haarrisse vor allem in der verarbeitenden Industrie, insbesondere in der Gießereitechnik, beim Stahlbau, in der Schweißtechnik im Karosseriebau, Flugzeugbau und Maschinenbau.
Haarrisse sind als potenziell wachsende statische Materialschwäche häufig bei hoch belasteten Baugruppen und -teilen (z. B. Tragfläche eines Passagierflugzeuges).
Besonders gefährlich sind Haarrisse, weil sie nur mit technischen Spezialprüfungen erkennbar sind, aber als plötzliche Kettenreaktion, bei normaler Belastung, unerwartet zu vollständigen Materialbrüchen führen können, die in der Folge schwere und tödliche Unfälle ergeben.
Zusätzlich begünstigen Haarrisse die Spalt- und Lochfraßkorrosion.

### Haarrissprüfung
In der Werkstoff- und Materialprüfung ist die Prüfung auf Haarrisse, wegen ihrer hohen sicherheitstechnischen Bedeutung, eine Standardprüfung. Dabei werden spezielle Prüfverfahren wie die Magnetpulverprüfung und die Wirbelstromprüfung angewendet.
Eine häufig angewendete Alternative, besonders bei größeren Prüfteilen, ist eine intensive Sichtkontrolle unter Anwendung spezieller dünnflüssiger und fluoreszierender Farben, die sich durch die Kapillarwirkung in den Rissen sammeln und sie unter spezieller Beleuchtung sehr gut erkennbar machen (Eindringverfahren).

## Haarrisse in der Bautechnik
Bei Bauteilen aus Beton, in geputzten Oberflächen und in Anstrichen gelten Risse als Haarrisse, soweit sie nicht weiter als 0,2 mm sind. Sie treten als Netzrisse mit Netzweiten von 1 bis 10 cm auf und werden als Schwindrisse bezeichnet, soweit ihre Ursache auf rapide Austrocknung des ehemals feuchten Baumaterials zurückzuführen ist.
Im Falle der Einwirkung impulsartiger Wasserdruckkräfte (u. a. Druckschlag, Druckstoß) auf wassergefüllte Fehlstellen kann es bei stoßwellenartiger Fortleitung in/an Bauwerksoberflächen zu örtlichen Absprengungen kommen.
Bei Bauwerken, die hydrostatischen oder hydrodynamischen Belastungen ausgesetzt sind, kann es infolge von flüssigkeitserzeugten Druckspannungen in Haarrissen zu deren Vergrößerung und schließlich zum Bauwerksversagen kommen.